# Auslegung von Artikel 3 der europäischen Menschenrechtskonvention
Dieser Artikel beschreibt die Auslegung von Artikel 3 der Europäischen Menschenrechtskonvention (Verbot der Folter) durch den Europäischen Gerichtshof für Menschenrechte.

## Wortlaut
Rechtsverbindliche Fassung in englischer Sprache

“Article 3 – Prohibition of torture

No one shall be subjected to torture or to inhuman or degrading treatment or punishment.”

Rechtsverbindliche Fassung in französischer Sprache

« Article 3 – Interdiction de la torture

Nul ne peut être soumis à la torture ni à des peines ou traitements inhumains ou dégradants. »

Übersetzung in die deutsche Sprache

„Artikel 3 – Verbot der Folter

Niemand darf der Folter oder unmenschlicher oder erniedrigender Strafe oder Behandlung unterworfen werden.“

## Auslegung von Art. 3 EMRK durch den Europäischen Gerichtshof für Menschenrechte (EGMR)

### Verbotsbereich
Artikel 3 beschreibt im Gegensatz zu den Freiheitsrechten der Konvention keinen Schutzbereich, sondern untersagt mit dem absoluten Verbot der Folter und der unmenschlichen oder erniedrigenden Behandlung ein bestimmtes Verhalten. Dieses kann auch in einem Unterlassen liegen, wenn positive Handlungspflichten des Staates bestehen. So sind die Mitgliedsstaaten nach der Rechtsprechung des EGMR beispielsweise verpflichtet, Foltervorwürfe durch ein effektives Ermittlungsverfahren aufzuklären.
Zwar erwähnt Artikel 3 neben der Behandlung auch den Begriff der Strafe. In der Rechtsprechung des EGMR wurde daraus aber bisher keine eigenständige Bedeutung abgeleitet, sondern die unmenschliche/erniedrigende Strafe als eine „Behandlung“ im Sinne der Vorschrift angesehen.

### Absolutheitsanspruch
Das absolute Folterverbot (in jeder der Tatbestandsvarianten, also Folter, unmenschliche oder erniedrigende Behandlung) stellt einen Fundamentalwert demokratischer Gesellschaften dar. Es gilt uneingeschränkt, auch wenn der Staat zur Abwehr von akuten und erheblichen Gefahren (z. B. zum Schutz vor Terrorismus oder organisierter Kriminalität) handelt. Das Fehlen auch immanenter Schrankenregelungen lässt sich letztlich nur mit der systematischen Bedeutung für die Rechtsordnung als solche begründen. Das absolute Folterverbot ist ein tragendes Element, auf das unsere Rechtsordnung gestützt ist und dessen Fehlen sie insgesamt in Frage stellen würde.
Es gehört zum zwingenden Völkerrecht (ius cogens) und beruht auf der Menschenwürde. Der Schutz der Menschenwürde kann aber nur dann effektiv gewährleistet werden, wenn man die Rechtfertigung von unter das Folterverbot fallenden Handlungen von vornherein kategorisch ausschließt. In sie eingreifende Handlungen sind einer Abwägung (und damit einer Rechtfertigung) grundsätzlich nicht zugänglich. Artikel 3 kann daher von den Mitgliedsstaaten auch bei nationalen Notfällen nicht per Vertrag außer Kraft gesetzt werden.

### Relevanzschwelle
Artikel 3 verbietet aber nur Handlungen, die einen gewissen Schweregrad erreichen. Der EGMR beurteilt dies jeweils im Einzelfall. Dabei berücksichtigt er alle Umstände, wie die Art und die Situation der Handlung, ihre Dauer, die körperlichen und seelischen Auswirkungen auf das Opfer und dessen Schutzbedürftigkeit. Diese kann sich wiederum aus seinem Alter, dem Geschlecht oder seinem Gesundheitszustand ergeben. Weiter werden der Zweck der Handlungen, die dahinterstehenden Absichten und Motiven berücksichtigt.
Behandlungen, die gesellschaftlich allgemein akzeptiert sind, wie etwa die Vollstreckung einer Haftstrafe oder die Auferlegung körperlicher Übungen beim Militärdienst, erreichen diese Relevanzschwelle ohne Hinzutreten besonderer Umstände grundsätzlich nicht.
Nachdem der EGMR die Konvention als „lebendiges Instrument“, also jeweils unter Berücksichtigung der aktuellen wirtschaftlichen und sozialen Gegebenheiten auslegt, ändern sich die Anforderungen an die Relevanzschwelle mit der Zeit. Dies hat in der Vergangenheit zu einem Anstieg des Menschenrechtsschutzniveaus geführt, indem der EGMR die Anforderungen an das Erreichen der Relevanzschwelle im Laufe der Zeit gesenkt hat. So entschied der EGMR noch 1978 im Staatenverfahren Irland g. Vereinigtes Königreich, dass verschiedene in Nordirland bei Gefangenen angewandte Verhörmethoden (Überziehen von Säcken über den Kopf, Zwang zu lang andauernden Stehen an der Wand mit ausgestreckten Armen, Schlafentzug, Aussetzung unter starken Lärm, Diäthaltung mit Wasser und Brot) zwar eine unmenschliche Behandlung, jedoch keine Folter darstellen. Im 2014 vom EGMR entschiedenen Fall Husayn g. Polen ging es ebenfalls um Verhörtechniken, die in geheimen Verhörzentren der CIA in Polen angewandt wurden (Rasieren, Ausziehen, Tragen von Windeln bei gleichzeitigem Verbot, die Toilette zu benutzen, Isolierung, Überziehen von Säcken über den Kopf, Aussetzung unter starken Lärm oder Licht, Kälte, Diäthaltung). In dem Urteil 2014 stufte der EGMR diese Verhörtechniken als Folter ein. Es spricht daher einiges dafür, dass er die 1978 als unmenschlich beurteilten Verhörmethoden heute als Folter klassifizieren würde.
Ein Erreichen der Schwelle hat automatisch eine Verletzung von Artikel 3 EMRK zur Folge. Trotzdem ist es für die Bestimmung der gerechten Entschädigung (Art. 41 EMRK) und unter Umständen für die Auswirkungen auf die Verwertbarkeit von Beweismitteln im Strafprozess unter Art. 6 EMRK relevant festzustellen, ob eine Misshandlung einen derartigen Schweregrad erreicht, dass von Folter auszugehen ist.

### Abgrenzung unmenschliche oder erniedrigende Behandlung – Folter
Der EGMR versteht unter unmenschlicher Behandlung ein Verhalten, das eine Körperverletzung herbeiführt oder zu intensiven körperlichen oder geistigen Leiden führt. Bei der Beurteilung des Schweregrades werden zusätzlich die konkreten Umstände herangezogen, so dass ein absichtliches und systematisches Handeln, die Zeitdauer der Behandlung aber auch die Schutzbedürftigkeit des Opfers berücksichtigt werden. Im Fall Jalloh stufte der EGMR die zwangsweise, ärztliche Verabreichung von Brechmitteln durch die Nase und durch eine Injektion als unmenschlich ein, um ein zuvor vom Betroffenen verschlucktes Plastikpäckchen sicherzustellen. Die Polizei verdächtigte den Beschwerdeführer des Handelns mit Betäubungsmitteln. Da dieser die Brechmittel nicht freiwillig einnahm, musste er von vier Polizeibeamten am Boden zwangsweise fixiert werden, um die Durchführung der Maßnahmen zu ermöglichen. Der Beschwerdeführer, der kein Deutsch sprach, erbrach anschließend eine Tüte mit 0,2182 Gramm Kokain.
Unter erniedrigender Behandlung versteht der EGMR ein Verhalten, das zu Angst, Pein oder Minderwertigkeitsgefühlen führt, die geeignet sind, das Opfer zu erniedrigen oder zu demütigen. Dabei muss die Behandlung nicht unbedingt vorsätzlich, also mit dem Ziel der Erniedrigung, erfolgen. Ein vorsätzliches Handeln ist aber ein erschwerender Umstand, bei dessen Vorliegen die Relevanzschwelle von Artikel 3 eher erreicht wird. Auch ein rassistischer Hintergrund wirkt erschwerend.
Im Unterschied zur unmenschlichen und erniedrigenden Behandlung geht mit dem Foltervorwurf eine zusätzliche Stigmatisierung einher. Die Differenzierung erfolgt dabei zum einen nach dem Schweregrad der Misshandlung. So hat der EGMR in mehreren Fällen Folter als eine vorsätzliche unmenschliche Behandlung beschrieben, die sehr ernstes oder grausames Leiden herbeiführt. Er stellte erstmals 1996 im Fall Aksoy g. Türkei (18.12.1996, Az. 21987/93, § 63) einen Verstoß gegen Artikel 3 wegen Folter fest. Der Beschwerdeführer war in der Haft an seinen hinter den Rücken gefesselten Händen längere Zeit aufgehängt worden. Zum anderen dient als Abgrenzungsmerkmal zur unmenschlichen Behandlung der verfolgte Zweck, wie beispielsweise der Erhalt eines Geständnisses oder von Informationen. Der EGMR hat dabei auch auf die Definition der Folter in Artikel 1 der UN-Konvention gegen Folter und andere grausame, unmenschliche oder erniedrigende Behandlung oder Bestrafung zurückgegriffen.

### Positive Handlungspflichten
Aus Artikel 3 ergeben sich – wie auch aus anderen Artikeln der EMRK –  für die Mitgliedsstaaten neben reinen Unterlassungspflichten positive Handlungspflichten. Dabei wird einerseits zwischen der prozessualen Pflicht, jeden schlüssigen Vorwurf einer Artikel 3 verletzenden Behandlung aufzuklären. Der Umfang der Ermittlungspflichten gleicht denen unter Artikel 2 der EMRK. Im Fall Ribitsch g. Österreich(4.12.1995, Az. 18896/91) fand der EGMR eine Verletzung von Artikel 3, da Österreich die vom Beschwerdeführer in der Haft erlittenen Verletzungen nicht aufklären konnte. Während sich die Untersuchungspflicht zunächst nur auf Fälle von Misshandlungen durch Beamte oder sonstige staatliche Angestellte erstreckte, ist mittlerweile klargestellt, dass die Aufklärungspflicht auch für Handlungen von Privaten gilt.
Andererseits ergibt sich aus Artikel 3 die materielle Handlungspflicht, Folter oder unmenschliche und erniedrigende Behandlungen durch effektive präventive Maßnahmen zu verhindern. Die Mitgliedstaaten sind verpflichtet dafür Sorge zu tragen, dass niemand innerhalb ihres hoheitsrechtlichen Einflussgebiets derartigen Misshandlungen unterzogen wird. Dies umfasst u. a. die Abschreckung durch Schaffung geeigneter Strafvorschriften, die eine effektive Strafverfolgung ermöglichen und die Bestrafung der Täter. Aber auch durch einen aktiven Opferschutz, um Wiederholungsfälle zu vermeiden. So bejahte der EGMR beispielsweise eine Verletzung von Artikel 3 in Fällen häuslicher Gewalt, in denen der Staat das Opfer vor (deswegen bereits verurteilten) Ehepartnern nicht hinreichend geschützt hatte.

## Andere völkerrechtliche Rechtsquellen zum Folterverbot
Artikel 1 der  UN-Antifolterkonvention (Übereinkommen gegen Folter und andere grausame, unmenschliche oder erniedrigende Behandlung oder Strafe vom 10.12.1984) definiert Folter als

„jede Handlung, durch die einer Person vorsätzlich große körperliche oder seelische Schmerzen oder Leiden zugefügt werden, zum Beispiel um von ihr oder einem Dritten eine Aussage oder ein Geständnis zu erlangen (…).“

Unter den Folterbegriff fallen hier anders als in Art. 3 EMRK jedoch nicht automatisch jede grausame, unmenschliche oder erniedrigende Behandlung, da diese in Artikel 16 getrennt erwähnt werden.
Der  Internationale Pakt für zivile und politische Rechte von 1966 sieht in Artikel 7 das Verbot der Folter und grausamer, unmenschlicher oder erniedrigender Behandlung oder Bestrafung vor.